# فرانک برادشاو
فرانک برادشاو (به انگلیسی: Frank Bradshaw) بازیکن فوتبال زادهٔ ۳۱ مه ۱۸۸۴ اهل کشور انگلستان بود که سابقهٔ بازی در تیم ملی فوتبال انگلستان را در کارنامهٔ خود دارد. وی در تاریخ ۸ ژوئن ۱۹۰۸ تنها بازی ملی خود را در مقابل تیم ملی فوتبال اتریش انجام داد.
این بازیکن توانسته در این بازی ملی، ۳ گل به ثمر برساند.